# Marc Allégret
Marc Allégret (Basilea, 22 de diciembre de 1900 - París, 3 de noviembre de 1973) fue un director de cine suizo que realizó la mayor parte de su trabajo en Francia.
En 1917 conoce al escritor francés André Gide, quien se enamora de él y lo lleva en calidad de secretario primero a Inglaterra y luego al Congo. Allégret fue la inspiración del personaje de Olivier en la obra Los monederos falsos de André Gide. Tras el viaje al Congo, donde Allégret tuvo acceso carnal a mujeres congoleñas, la relación de ambos se rompió, si bien continuaron siendo amigos.
Allégret destacó como descubridor de actores con talento que más tarde llegaron a ser estrellas como Michèle Morgan, Jean-Paul Belmondo, Raimu, Gérard Philipe, Danièle Delorme, Louis Jourdan y Roger Vadim, que fue su asistente de dirección.
Fue el hermano mayor del director de cine negro Yves Allégret.

## Filmografía
- Anemic Cinema (1925-26)
- Voyage au Congo (1927).
- Meilleure bobone, La (1930).
- Attaque nocturne (1931).
- J'ai quelque chose à vous dire (1931).
- Mam'zelle Nitouche (1931).
- Les Amours de minuit (1931).

The Lovers of Midnight (título internacional en inglés).
- Fanny (1932).
- La Petite chocolatière (1932).

The Chocolate Girl (título internacional en inglés).
- Sans famille (1934).
- Lac aux dames (1934).

Ladies Lake (USA).
- L'Hôtel du libre échange (1934).
- Zouzou (1934).
- Les Beaux jours (1935).
- Les Amants terribles (1936).

The Terrible Lovers (título internacional en inglés).
- Aventure à Paris (1936).

Adventure in Paris (título internacional en inglés).
- Sous les yeux d'occident (1936).
- Gribouille (1937).

Heart of Paris (título internacional en inglés).
- Andere Welt (1937).
- La Dame de Malacca (1937).

Woman of Malacca (título internacional en inglés).
- Entrée des artistes (1938).

The Curtain Rises (USA).
- Orage (1938).

Le Venin (Francia).
Tormenta (ESP).
- Le Corsaire (1939).
- Parade en 7 nuits (1941)
- La belle aventure (1942)

Twilight (título internacional en inglés).
- L'Arlésienne (1942).
- Les deux timides (1943) (codirector).

Two Shy Ones (título internacional en inglés).
- Les petites du quai aux fleurs (1944).
- Félicie Nanteuil (1945).
- Pétrus (1946).
- Lunegarde (1946).
- Blanche Fury (1947).

La mansión de los Fury (España).
- Maria Chapdelaine (1950).

The Naked Heart (Reino Unido) (USA).
- Blackmailed (1950).
- La demoiselle et son revenant (1952).
- Avec André Gide (1952).

With André Gide (título internacional en inglés).
- Julietta (1953).

Julieta (España).
- L'Amante di Paride (1954).

Loves of Three Queens (USA).
The Face That Launched a Thousand Ships (Reino Unido).
La manzana de la discordia (España).
- L'Eterna femmina (1954).
- L'Amant de lady Chatterley (1955).

Lady Chatterley's Lover (USA).
- Futures vedettes (1955).

School for Love (USA).
Sweet Sixteen (Reino Unido).
- En effeuillant la marguerite (1956)

Mam'selle Striptease (Reino Unido)
Please Mr. Balzac (USA)
Plucking the Daisy (USA)
While Plucking the Daisy (título internacional en inglés).
Deshojando la margarita (España).
- L'Amour est en jeu (1957)

Love Is at Stake (título internacional en inglés).
- Sois belle et tais-toi (1958).

Be Beautiful But Shut Up (USA).
Blonde for Danger (Reino Unido).
Una rubia peligrosa (España).
- Un drôle de dimanche (1958).

Sunday Encounter (USA).
Un domingo maravilloso (España).
- Les affreux (1959).
- Les démons de minuit (1961).

Demons at Midnight (Reino Unido).
Midnight Folly (título internacional en inglés).
- Les parisiennes (1962) ("Sophie").

Beds and Broads (Reino Unido).
Le parigine (Italia).
Tales of Paris (USA).
Las parisienses (España).
- L'Abominable homme des douanes (1963).

The Abominable Man of Customs (título internacional en inglés).
The Man from Chicago (USA).
- Lumière (1966).
- Le Bal du comte d'Orgel (1970).

The Ball of Count Orgel (título internacional en inglés).